# Ото Рехагел
Ото Рехагел (Есен, 9. август 1938) немачки је фудбалски тренер и бивши фудбалер. Поред Хелмута Шена, Отмара Хицфелфа, Удоа Латека и Хенеса Вајсвајлера, сматра са једним од најуспешнијих немачких тренера.
Рехагел је једина особа која је као играч и тренер комбиновано одиграо више од 1000 утакмица Бундеслиге. У Бундеслиги држи рекорд по највећем броју победа (387), највише нерешених (205), највише пораза (228), а његови тимови су постигли највише голова (1473) и примили више од клубова других тренера (1142).

## Рани тренерски послови
На репрезентативном плану, Рехагел је водио Грчку од 2001. до 2010, и у том периоду, који је био најуспешнији у историји грчког фудбала освојио је Европско првенство 2004. и квалификовао се на СП 2010, њихову другу завршницу Светских првенстава. Рехагел је постао први страни тренер неке репрезентације који је освојио Европско првенство.
Његов први тренерски посао је био у клубу Кикерс Офенбах. Из тог периода је познат пораз од Борусије из Дортмунда са 12-0. Након тога, таблоиди су га прозвали Otto Torhagel („Tor“ на немачком значи гол, а „Hagel“ значи олуја).

## Каснија каријера
Са Вердером из Бремена Рехагел је освојио две титуле немачког првака, 1988 и 1993, два немачка купа, и освојио Куп победника купова.
Са Бајерном из Минхена је имао лошу сезону 1995–1996 у Бундеслиги, па је смењен три недеље пре него је клуб играо финале Купа УЕФА 1996. Наследио га је Франц Бекенбауер, а клуб је освојио такмичење.